# فريدريك ميلس
فريدريك ميلس (بالإنجليزية: Frederick Mills)‏ هو مهندس أسترالي، ولد في 1898، وتوفي في 22 يونيو 1949 في برث في أستراليا.